# Salvatore Molina
Salvatore Andrea Molina (Garbagnate Milanese, 1º gennaio 1992) è un calciatore italiano, centrocampista o ala del Südtirol.

## Caratteristiche tecniche
È un'ala destra, che può agire anche sulla fascia opposta e da esterno di centrocampo, fa della progressione, del dribbling e del cross le sue armi migliori. Nel corso della carriera, ha comunque saputo adattarsi a ruoli meno congeniali, imparando anche a difendere in fase di non possesso e ripartire in velocità, nella stagione 2018/2019, con l'avvento dell'allenatore Giovanni Stroppa, ha arretrato il suo raggio d'azione giocando spesso come centrocampista centrale, oltre che da esterno tutta fascia con la difesa a 3 dietro.

## Carriera

### Club

#### Prestiti a Foggia, Barletta e Modena
Cresciuto nelle giovanili dell'Atalanta, viene prestato al Foggia per la stagione 2011-2012. La stagione seguente viene prestato al Barletta sempre in Lega Pro Prima Divisione, con cui si salva ai play-out e chiude la stagione come calciatore più presente, con 31 partite totali e due reti.
Nella stagione 2013-2014 viene ceduto in prestito al Modena in Serie B. Si rende quindi protagonista di una buona stagione, durante la quale scende in campo 36 volte realizzando 4 reti, tanto che al termine del campionato la società emiliana esercita a proprio favore il diritto di riscatto, seguito dal controriscatto della società bergamasca. Il 21 settembre 2014 esordisce in Serie A in Atalanta-Fiorentina (0-1). Gioca 4 partite coi bergamaschi prima di lasciare il club a gennaio.

#### Carpi
Il 30 gennaio 2015 passa in prestito al Carpi, con cui vince il campionato di Serie B.

#### Cesena
Il 10 luglio 2015 passa al Cesena, in Serie B; nella sessione invernale di calciomercato viene invece girato al Perugia, sempre in Serie B; gioca la sua prima partita con gli umbri il 6 febbraio, nella sfida casalinga pareggiata per 0-0 contro lo Spezia.

#### Avellino
Il 31 agosto 2016 viene ceduto dagli orobici all'Avellino, con la formula del prestito secco. La società bergamasca cede il giocatore nonostante egli si trovi a Villa Stuart a causa di una distonia muscolare. Il centrocampista trascorre l'intero girone di andata lontano dai campi di gioco. Visto il mancato recupero dall'infortunio, l'11 gennaio 2017 la società irpina decide di porre fine in anticipo al prestito.
Il 2 agosto 2017, ristabilitosi dall'infortunio e dopo aver trascorso quasi l'intero ritiro ancora con gli irpini, si trasferisce nuovamente all'Avellino in prestito dall'Atalanta. Realizza la sua prima rete con gli irpini il 25 novembre 2017 nella sconfitta interna per 1-3 contro il Palermo.

#### Trasferimento al Crotone
A seguito della mancata iscrizione al campionato di Serie B della società irpina, l’8 agosto 2018 firma un contratto triennale con il Crotone, neoretrocesso in Serie B. Segna il suo primo gol con la maglia pitagorica nella partita contro il Carpi, giocata il 4 novembre 2018 e finita 1-1.
Dopo avere raggiunto la promozione in Serie A con i pitagorici nel 2020 (contribuendo con ben 11 assist), il 25 ottobre dello stesso anno realizza la sua prima rete in massima serie nella sconfitta per 4-2 contro il Cagliari.

#### Monza
Il 5 gennaio 2022 firma per il Monza. Con i brianzoli ottiene la prima storica promozione in serie A dopo la vittoria nella finale play-off contro il Pisa. Il 19 ottobre 2022 segna la sua prima rete con il Monza nella sfida dei sedicesimi di Coppa Italia in casa dell'Udinese, vinta per 3-2, in cui firma il gol del 2-2.

#### Bari
Il 31 gennaio 2023 firma un contratto fino alla fine della stagione con il Bari, in Serie B. Dopo 16 presenze in biancorosso (13 nella regular season e 3 nei play-off) a fine stagione si svincola.

#### Südtirol
Dopo aver trascorso la prima parte della stagione senza squadra, il 3 gennaio 2024 firma un contratto fino alla fine della stagione con opzione di rinnovo per la successiva con il Südtirol, in Serie B. Il 5 maggio segna la sua prima rete con gli altoatesini nel pareggio per 2-2 in casa del Pisa. 

### Nazionale
Con la nazionale Under-21 gioca la partita di qualificazione agli Europei Under-21 del 2015 persa per 3-1 in casa contro il Belgio e disputata il 5 settembre 2013. Fa la sua seconda presenza quattro giorni dopo, entrando al 75' nella partita contro Cipro.

## Statistiche

### Presenze e reti nei club
Statistiche aggiornate al 14 maggio 2025.
| Stagione        | Squadra         | Campionato      | Campionato | Campionato | Coppe nazionali | Coppe nazionali | Coppe nazionali | Coppe continentali | Coppe continentali | Coppe continentali | Altre coppe | Altre coppe | Altre coppe | Totale | Totale |
| Stagione        | Squadra         | Comp            | Pres       | Reti       | Comp            | Pres            | Reti            | Comp               | Pres               | Reti               | Comp        | Pres        | Reti        | Pres   | Reti   |
| --------------- | --------------- | --------------- | ---------- | ---------- | --------------- | --------------- | --------------- | ------------------ | ------------------ | ------------------ | ----------- | ----------- | ----------- | ------ | ------ |
| 2011-2012       | Foggia          | 1D              | 20         | 1          | CI+CI-LP        | 2+0             | 0               | -                  | -                  | -                  | -           | -           | -           | 22     | 1      |
| 2012-2013       | Barletta        | 1D              | 29+2       | 2+0        | CI+CI-LP        | 0+0             | 0               | -                  | -                  | -                  | -           | -           | -           | 31     | 2      |
| 2013-2014       | Modena          | B               | 36+3       | 4+0        | CI              | 1               | 0               | -                  | -                  | -                  | -           | -           | -           | 40     | 4      |
| 2014-gen.2015   | Atalanta        | A               | 4          | 0          | CI              | 1               | 0               | -                  | -                  | -                  | -           | -           | -           | 5      | 0      |
| gen.-giu. 2015  | Carpi           | B               | 11         | 0          | CI              | 0               | 0               | -                  | -                  | -                  | -           | -           | -           | 11     | 0      |
| 2015-feb. 2016  | Cesena          | B               | 16         | 0          | CI              | 3               | 1               | -                  | -                  | -                  | -           | -           | -           | 19     | 1      |
| feb.-giu. 2016  | Perugia         | B               | 12         | 0          | CI              | 0               | 0               | -                  | -                  | -                  | -           | -           | -           | 12     | 0      |
| 2016-gen. 2017  | Avellino        | B               | 0          | 0          | CI              | 0               | 0               | -                  | -                  | -                  | -           | -           | -           | 0      | 0      |
| gen.-giu. 2017  | Atalanta        | A               | 0          | 0          | CI              | 0               | 0               | -                  | -                  | -                  | -           | -           | -           | 0      | 0      |
| Totale Atalanta | Totale Atalanta | Totale Atalanta | 4          | 0          |                 | 1               | 0               |                    | -                  | -                  |             | -           | -           | 5      | 0      |
| 2017-2018       | Avellino        | B               | 39         | 3          | CI              | 2               | 0               | -                  | -                  | -                  | -           | -           | -           | 41     | 3      |
| Totale Avellino | Totale Avellino | Totale Avellino | 39         | 3          |                 | 2               | 0               |                    | -                  | -                  |             | -           | -           | 41     | 3      |
| 2018-2019       | Crotone         | B               | 29         | 1          | CI              | 1               | 0               | -                  | -                  | -                  | -           | -           | -           | 30     | 1      |
| 2019-2020       | Crotone         | B               | 36         | 2          | CI              | 2               | 1               | -                  | -                  | -                  | -           | -           | -           | 38     | 3      |
| 2020-2021       | Crotone         | A               | 29         | 1          | CI              | 1               | 0               | -                  | -                  | -                  | -           | -           | -           | 30     | 1      |
| 2021-gen. 2022  | Crotone         | B               | 17         | 0          | CI              | 1               | 0               | -                  | -                  | -                  | -           | -           | -           | 18     | 0      |
| Totale Crotone  | Totale Crotone  | Totale Crotone  | 111        | 4          |                 | 5               | 1               |                    | -                  | -                  |             | -           | -           | 116    | 5      |
| gen.-giu. 2022  | Monza           | B               | 17+4       | 0          | CI              | -               | -               | -                  | -                  | -                  | -           | -           | -           | 21     | 0      |
| 2022-2023       | Monza           | A               | 5          | 0          | CI              | 1               | 1               | -                  | -                  | -                  | -           | -           | -           | 6      | 1      |
| Totale Monza    | Totale Monza    | Totale Monza    | 26         | 0          |                 | 1               | 1               |                    | -                  | -                  |             | -           | -           | 27     | 1      |
| gen.-giu. 2023  | Bari            | B               | 13+3       | 0          | CI              | -               | -               | -                  | -                  | -                  | -           | -           | -           | 16     | 0      |
| gen.-giu. 2024  | Südtirol        | B               | 15         | 1          | CI              | -               | -               | -                  | -                  | -                  | -           | -           | -           | 15     | 1      |
| 2024-2025       | Südtirol        | B               | 37         | 4          | CI              | 1               | 0               | -                  | -                  | -                  | -           | -           | -           | 38     | 4      |
| Totale Südtirol | Totale Südtirol | Totale Südtirol | 52         | 5          |                 | 1               | 0               |                    | -                  | -                  |             | -           | -           | 53     | 5      |
| Totale carriera | Totale carriera | Totale carriera | 377        | 17         |                 | 16              | 2               |                    | -                  | -                  |             | -           | -           | 393    | 19     |

### Cronologia presenze e reti in nazionale
| Cronologia completa delle presenze e delle reti in nazionale ― Italia under 21 | Cronologia completa delle presenze e delle reti in nazionale ― Italia under 21 | Cronologia completa delle presenze e delle reti in nazionale ― Italia under 21 | Cronologia completa delle presenze e delle reti in nazionale ― Italia under 21 | Cronologia completa delle presenze e delle reti in nazionale ― Italia under 21 | Cronologia completa delle presenze e delle reti in nazionale ― Italia under 21 | Cronologia completa delle presenze e delle reti in nazionale ― Italia under 21 | Cronologia completa delle presenze e delle reti in nazionale ― Italia under 21 |
| Data                                                                           | Città                                                                          | In casa                                                                        | Risultato                                                                      | Ospiti                                                                         | Competizione                                                                   | Reti                                                                           | Note                                                                           |
| ------------------------------------------------------------------------------ | ------------------------------------------------------------------------------ | ------------------------------------------------------------------------------ | ------------------------------------------------------------------------------ | ------------------------------------------------------------------------------ | ------------------------------------------------------------------------------ | ------------------------------------------------------------------------------ | ------------------------------------------------------------------------------ |
| 5-9-2013                                                                       | Rieti                                                                          | Italia under 21                                                                | 1 – 3                                                                          | Belgio under 21                                                                | Qual. Europeo Under-21 2015                                                    | -                                                                              |                                                                                |
| 9-9-2013                                                                       | Nicosia                                                                        | Cipro under 21                                                                 | 0 – 2                                                                          | Italia under 21                                                                | Qual. Europeo Under-21 2015                                                    | -                                                                              | 75’                                                                            |
| 14-10-2013                                                                     | Genk                                                                           | Belgio under 21                                                                | 0 – 1                                                                          | Italia under 21                                                                | Qual. Europeo Under-21 2015                                                    | -                                                                              | 53’                                                                            |
| 14-11-2013                                                                     | Reggio Emilia                                                                  | Italia under 21                                                                | 3 – 0                                                                          | Irlanda del Nord under 21                                                      | Qual. Europeo Under-21 2015                                                    | -                                                                              | 64’                                                                            |
| 19-11-2013                                                                     | Gornji Milanovac                                                               | Serbia under 21                                                                | 1 – 0                                                                          | Italia under 21                                                                | Qual. Europeo Under-21 2015                                                    | -                                                                              | 72’                                                                            |
| 5-3-2014                                                                       | Lurgan                                                                         | Irlanda del Nord under 21                                                      | 0 – 2                                                                          | Italia under 21                                                                | Qual. Europeo Under-21 2015                                                    | -                                                                              | 56’                                                                            |
| 10-10-2014                                                                     | Zlaté Moravce                                                                  | Slovacchia under 21                                                            | 1 – 1                                                                          | Italia under 21                                                                | Qual. Europeo Under-21 2015                                                    | -                                                                              | 60’ - 85’                                                                      |
| Totale                                                                         |                                                                                | Presenze                                                                       | 7                                                                              |                                                                                | Reti                                                                           | 0                                                                              |                                                                                |

## Palmarès

### Club

#### Competizioni giovanili
- Torneo Città di Arco: 1

Atalanta: 2009

#### Competizioni nazionali
- Campionato italiano di Serie B: 1

Carpi: 2014-2015